# Потаповка
Пота́повка (рос. Потаповка, башк. Потаповка) — присілок (у минулому селище) у складі Дуванського району Башкортостану, Росія. Входить до складу Дуванської сільської ради.
Населення — 48 осіб (2010; 56 у 2002).
Національний склад:
- росіяни — 80 %